# Беклемишев, Дмитрий Владимирович
Дми́трий Влади́мирович Беклеми́шев (4 сентября 1930, Пермь, РСФСР, СССР — 14 июня 2021, Москва) — советский и российский учёный, специалист в области преподавания математики, профессор МФТИ, доктор педагогических наук, автор многократно переиздававшегося учебника «Курс аналитической геометрии и линейной алгебры».

## Биография
Родился 4 сентября 1930 года в семье зоолога Владимира Беклемишева.
В 1948 году окончил среднюю школу в Москве и поступил на механико-математический факультет МГУ. В 1953—1956 годы — там же в аспирантуре на кафедре дифференциальной геометрии, в 1959 году защитил кандидатскую диссертацию (кандидат физико-математических наук) на тему «Голономные сильно минимальные поверхности» под руководством Германа Лаптева.
С 1956 года — преподаватель на кафедре высшей математики МФТИ. Среди студентов был знаменит своим особо суровым характером. Несмотря на это, являлся автором юмористического сочинения "О женской логике".
В 1994 году защитил докторскую диссертацию (доктор педагогических наук) на тему «Построение объединённого курса аналитической геометрии и линейной алгебры для студентов физико-математических и инженерно-физических специальностей ВУЗов».
В 2002 году стал лауреатом премии Правительства Российской Федерации в области образования. Заслуженный профессор МФТИ с 2005 года.
Похоронен в Москве на Новодевичьем кладбище (3 уч. 61 ряд).

## Семья
- Крёстный — Светлов, Павел Григорьевич[5]
- Жена — Людмила Анатольевна Беклемишева, дочь академика Мальцева. Доктор физико-математических наук, профессор; с 1956 по 2000 год работала на кафедре высшей математики МФТИ.
- Сыновья — Лев Беклемишев, математик, академик РАН; Алексей Беклемишев, физик, доцент кафедры физики плазмы физического факультета НГУ, ведущий научный сотрудник ИЯФ СО РАН.

### Статьи
- Беклемишев Д. В. О сильно минимальных поверхностях риманова пространства // ДАН СССР. — 1957. — Т. 114, № № 2. — С. 156—158.
- Беклемишев Д. В. Голономные сильно минимальные поверхности // УМН. — 1959. — Т. 14, вып. 89, № 5. — С. 156—158.
- Беклемишев Д. В. Дифференциальная геометрия пространств с почти комплексной структурой // Итоги науки. Геометрия. — 1963, 1965. — С. 165—212.

Электронные
- Беклемишев, Д. В. Решение задач из курса аналитической геометрии и линейной алгебры : [учеб. пособие].— М. : Физматлит, 2014.— Электрон. версия печ. публикации в ЭБС «Лань»

## Редакторская деятельность
- Сборник задач по аналитической геометрии и линейной алгебре / Л. А. Беклемишева, А. Ю. Петрович, И. А. Чубаров; под ред. Д. В. Беклемишева. — Изд. 2-е, перераб. — Москва : Физматлит, 2006 (Вологда : Полиграфист). — 494, [1] с. : ил., табл.; 22 см; ISBN 5-9221-0010-6.

## Награды и премии
- Премия Правительства Российской Федерации в области образования — за работу «Углублённая математическая подготовка студентов инженерно-физических и физико-технических специальностей университетов» — 2003 год — (совместно с Е. С. Половинкиным, В. К. Романко, М. И. Шабуниным, В. С. Владимировым, С. М. Никольским и Г. Н. Яковлевым)[6]